# 塔耶堡 (洛特-加龙省)
塔耶堡（法語：Taillebourg，法語發音：[tajbuʁ]）是法国洛特-加龙省的一个市镇，属于马尔芒德区。

## 地理
塔耶堡（44°26'49"N, 0°12'31"E）面积7.11 平方千米，位于法国新阿基坦大区洛特-加龍省，该省份为法国西南部内陆省份，北起多爾多涅省，西接吉倫特省和朗德省，南至热尔省，东临塔恩-加龙省和洛特省。
与塔耶堡接壤的市镇（或旧市镇、城区）包括：圣帕尔杜迪布勒伊、加龙河畔科蒙、福格罗勒、加龙河畔富尔克、隆格维尔、塞内斯蒂。

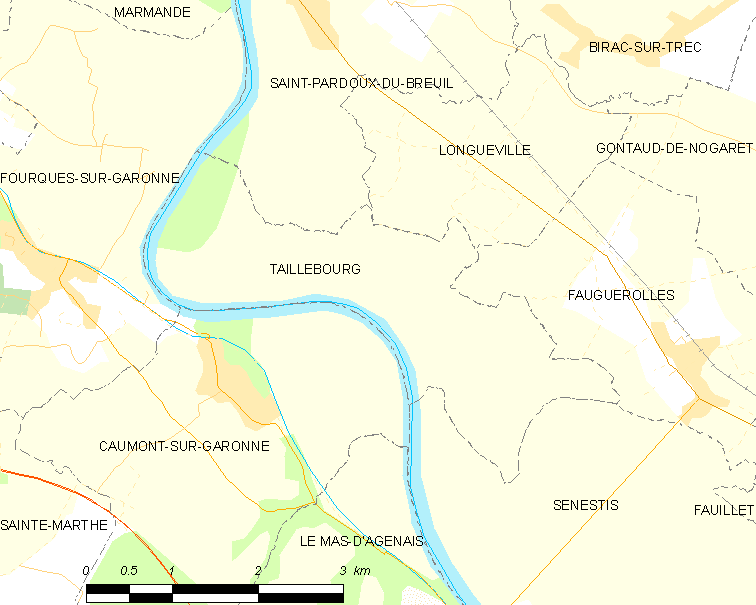
的OSM定位图

塔耶堡的时区为UTC+01:00、UTC+02:00（夏令时）。

## 行政
塔耶堡的邮政编码为47200，INSEE市镇编码为47304。

## 政治
塔耶堡所属的省级选区为马尔芒德第二县。

## 人口

1962-2008年间人口变化图示

塔耶堡于2022年1月1日时的人口数量为65人。